# Tia Weil

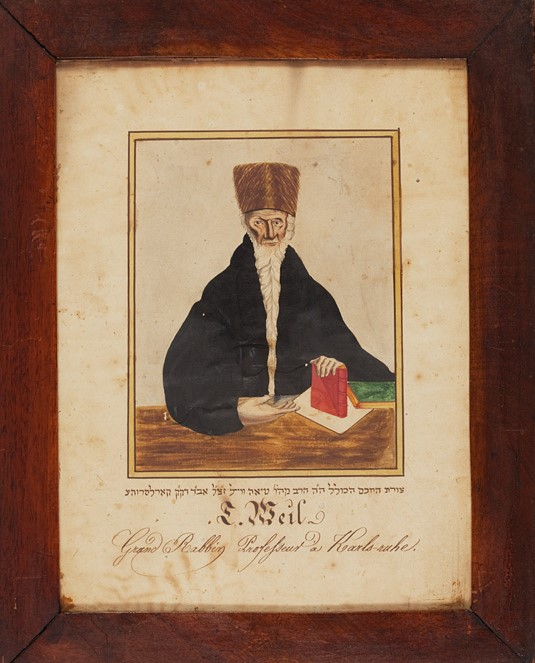
Porträt des Rabbiners Tia Weil aus dem 19. Jahrhundert, in der Sammlung des Jüdischen Museums der Schweiz.

Jedidia (genannt Tia) ben Jakob Nathanael Weil (hebräisch ידידיה טיאה בן יעקב נתנאל וייל; geb. 2. Oktober 1721 in Prag; gest. 10. Oktober 1805 in Karlsruhe) war Oberlandesrabbiner in Baden und rabbinischer Gelehrter.

## Leben
Tia Weil entstammte einer der ältesten schwäbischen Rabbinerdynastien, die bis zu Jakob Weil zurückreicht. Weil war ein Sohn des Rabbiners Nathanael Weil. Seine Mutter, Feigele, war die Nichte des Frankfurter Oberrabbiners Abraham Brod. Er erhielt seinen frühen Unterricht von seinem Vater und wuchs in Prag auf, wo er an der Jeschiwa seines Vaters studierte.
Im Jahr 1744 heiratete er Gitel Eger aus einer angesehenen Prager Familie. Die Vertreibung der Juden aus Prag durch Maria Theresia zwang ihn 1745 (Edikt vom 31. März 1745) nach Metz, wo er bis 1748 blieb und seine Studien unter Jonathan Eybeschütz fortsetzte. Als er 1748 nach Prag zurückkehrte, führte Tia Weil die Jeschiwa seines Vaters fort.
Vorübergehend nahm er auch eine Rabbinerstelle in der böhmischen Gemeinde Votice an. 1754 wurde er Rabbiner von Votice in Böhmen, aber 1758 ließ er sich erneut in Prag nieder. 1770 beerbte er seinen verstorbenen Vater im Rabbinat von Karlsruhe und wurde Oberlandesrabbiner für die Markgrafschaft Baden-Baden und die Markgrafschaft Baden-Durlach.
Dort setzte er seine Lehrtätigkeit fort, und Karlsruhe wurde neben Fürth zum zweiten süddeutschen Zentrum der rabbinischen Studien. Zu seinen Lebzeiten erschien 1790 als einzige Veröffentlichung ein Kommentar zur Haggada. Die Sammlungen seiner unveröffentlichten Schriften werden zurzeit in Jerusalem ediert.
Von seinen Söhnen wurden Abraham Weil (1754–1831) und Nathan Weil (1756–1829) ebenfalls Rabbiner. Sein Testament zeigt ihn als einen Mann von echter Frömmigkeit und als Gläubigen in der Kabbala.